# Yogi Bear
Yogi Bear is een tekenfilmpersonage, gecreëerd door Hanna-Barbera. Deze beer maakte zijn debuut in 1958 als bijpersonage in The Huckleberry Hound Show. Hij was het eerste bijpersonage uit een serie die van Hanna-Barbera een eigen serie kreeg, en werd zo populairder dan Huckleberry Hound. In 1961 kreeg hij zijn eerste eigen programma: The Yogi Bear Show.

## Personage
Yogi is een bruine antropomorfe beer. Hij draagt geen kleren, maar wel een groen hoedje en een kraag met een groene das. Deze kraag werd toegevoegd om een duidelijke afbakening te maken tussen Yogi’s hoofd en de rest van zijn lichaam. Door deze afbakening hoefde men in de scènes dat Yogi stilstond alleen zijn hoofd steeds opnieuw te tekenen, maar kon voor zijn lichaam dezelfde tekening worden gebruikt. Dit reduceerde het aantal tekeningen per filmpje van 14.000 naar ongeveer 2000.
Yogi woont in het fictieve Jellystone Park, wat duidelijk gebaseerd is op het Yellowstone National Park. Yogi’s persoonlijkheid is net als die van veel andere Hanna-Barbera-personages gebaseerd op een beroemdheid uit die tijd. In zijn geval was Art Carneys personage Ed Norton uit The Honeymooners een grote inspiratiebron. Yogi's naam wordt vaak gezien als referentie naar honkballer Yogi Berra, maar Hanna en Barbera hebben altijd ontkend dat dit het geval is.
Yogi wordt vrijwel altijd vergezeld door een andere beer genaamd Boo Boo. Samen proberen ze geregeld de picknickmanden te stelen van de bezoekers van het park, tot ongenoegen van de parkwachter, Ranger Smith. Yogi heeft ook een vriendin, Cindy Bear.
Yogi spreekt vaak in rijm, en heeft een aantal kenmerkende catchphrases zoals "I'm smarter than the average bear!" Hij overschat vaak zijn eigen intelligentie.

## Media

### Series
Yogi’s eerste eigen serie was The Yogi Bear Show, die liep van 30 januari 1961 tot 30 december 1961. De serie telt 35 afleveringen, elk opgesplitst in drie subafleveringen.
De serie kreeg een aantal spin-offs:
- Yogi's Gang (1973-1975)
- Yogi's Space Race (1978-1979)
- Galaxy Goof-Ups (1978-1979)
- Yogi's Treasure Hunt (1985-1986)
- The New Yogi Bear Show (1988-1989)
- Wake, Rattle, and Roll (1990-1991)
- Yo Yogi! (1991-1992)

### Strips
Door de jaren heen hebben verschillende uitgevers de Yogi Bear-strips gepubliceerd.
- Gold Key Comics was de eerste, met een 33-delen tellende reeks die liep van 1962 tot 1970.
- Charlton Comics publiceerde een 35 delen tellende reeks tussen 1970 en 1977.
- Marvel Comics publiceerde in 1977 9 strips.
- Harvey Comics publiceerde 10 delen tussen 1992 en 1994.
- Archie Comics publiceerde vaak Yogi Bear-verhalen in de stripseries Hanna-Barbera All-Stars en Hanna-Barbera Presents. Toen deze beide titels werden stopgezet, begon Archie met een Yogi Bear-serie. Hiervan verscheen echter maar 1 exemplaar.
- DC Comics publiceerde af en toe Yogi-strips in Cartoon Network Presents.
- In de jaren 60 verschenen de strips in Nederlandse vertaling een tijdlang in het tijdschrift Taptoe.

### Animatiefilms
- Hey There, It's Yogi Bear! (1964, bioscoopfilm)
- Yogi's Ark Lark (1972)
- Yogi's Great Escape (1987)
- Yogi Bear and the Magical Flight of the Spruce Goose (1987)
- Yogi and the Invasion of the Space Bears (1988)
- Yogi Bear (2010)

### Videospellen
- Yogi's Frustration (Intellivision) (1983)[6]
- Yogi Bear (Commodore 64) (1987)
- Yogi Bear & Friends in the Greed Monster (Commodore 64) (1989)
- Yogi's Great Escape (Amiga) (1990)
- Yogi Bear's Math Adventures (DOS) (1990)
- Yogi's Big Clean Up (Amiga) (1992)
- Adventures of Yogi Bear (Super NES), (1994)
- Yogi's Gold Rush (Game Boy) (1994)
- Yogi Bear: Great Balloon Blast (Game Boy Color) (2000)
- Yogi bear: Cartoon Capers (Sega Megadrive)